# Reef Bay
Reef Bay er en bugt ved og et område på Sankt Jan på de Amerikanske Jomfruøer (tidligere Dansk Vestindien). En stor del af området indgår i Virgin Islands National Park. Den beboede del af området ligger langs vestsiden af bugten i nærheden af Fish Bay. Reef Bay Sukkermølle ligger midt i Reef Bay i et område kaldet Genti Bay. Den godt 4 km lange Reef Bay Trail, som holdes ved lige af National Park Service, er en cykelrute, der løber gennem områder fra Centerline Road til Genti Bay.
18°19′46″N 64°44′16″V / 18.3294°N 64.7378°V